# Hey Mama!
Pour les articles homonymes, voir Hey Mama.
Albums de EXO-CBX
Girls
(2017)
Singles
1. Hey Mama!
Sortie : 31 octobre 2016

Hey Mama! est le premier EP d'EXO-CBX, le premier sous-groupe du boys band sud-coréano-chinois EXO, sorti le 31 octobre 2016 sous SM Entertainment et distribué par KT Music.

## Contexte et sortie
Le 24 octobre 2016, la SM Entertainment a annoncé que Chen, Baekhyun et Xiumin débuteront en tant que premier sous-groupe officiel d'EXO, EXO-CBX avec la sortie d'un EP intitulé "Hey Mama!". Le 27 octobre, un medley, avec des aperçus des titres de l'album, a été diffusé pour la première fois sur la radio Beats 1 d'Apple Music. Le 29 octobre, une vidéo teaser pour la future sortie du clip musical de leur chanson titre "Hey Mama!" a été révélé. L'album et le clip vidéo de la chanson titre sont sortis le 31 octobre. Le 7 novembre 2016, SM Entertainment a sorti un nouveau clip pour leur deuxième single "The One" sur YouTube.

## Single
La piste principale est intitulée "Hey Mama!" ("Mama" se réfère à une femme attirante) et parle d'apprécier les fêtes pour en faire une journée spéciale. La chanson a atteint le top de six charts de musique sud-coréens en temps réel peu de temps après sa sortie, avec les autres chansons qui suivent. Il a également atteint la première place des charts iTunes dans 7 pays dont la Corée du Sud, le Pérou, Singapour, la Thaïlande, les Philippines, Hong Kong et Bruneiainsi que la deuxième place à Taïwan et en Indonésie. "Hey Mama!" a été chorégraphié par Kyle Hanagami, qui avait déjà chorégraphié pour Girls' Generation, After School, Red Velvet et Black Pink. Son clip musical a recueilli 2 millions de vues sur YouTube 9 heures après sa sortie.

## Promotion
Un événement promotionnel pour "Hey Mama!" a eu lieu le 31 octobre sur une scène située à l'est de Samseong-dong COEX à Séoul. L'événement a été diffusé en direct sur l'application V d'EXO. EXO-CBX a fait ses débuts au M Countdown le 3 novembre, plus tard au Music Bank et au Show! Music Core.

## Succès commercial
"Hey Mama!" a été au top dans le Billboard World Albums Chart et le Gaon Weekly Album Chart,. 
L'album a été vendu à 276 000 exemplaires en 2016. "Hey Mama!" est devenu l'album le plus vendu par un sous-groupe en 2016 dans le Gaon Chart avec 276 000 exemplaires et Hanteo avec 229 629 exemplaires vendus,.

## Liste des titres
| Hey Mama! | Hey Mama!           | Hey Mama!                                                 | Hey Mama!                                                                                         | Hey Mama! | Hey Mama! | Hey Mama! | Hey Mama! | Hey Mama! | Hey Mama! |
| No        | Titre               | Auteur                                                    | Producteur(s)                                                                                     | Durée     |           |           |           |           |           |
| --------- | ------------------- | --------------------------------------------------------- | ------------------------------------------------------------------------------------------------- | --------- | --------- | --------- | --------- | --------- | --------- |
| 1.        | The One             | JQ, Bae Sung-hyun, Jang Yeo-jin, Seolim (Makeumine Works) | LDN Noise, Adrian Mckinnon, Tay Jasper                                                            | 3:29      |           |           |           |           |           |
| 2.        | Hey Mama!           | Jo Yoon-kyung                                             | Shin Hyuk, Mrey, Jayrah Gibson, Davey Nate, DK                                                    | 3:19      |           |           |           |           |           |
| 3.        | Rhythm After Summer | Kenzie                                                    | Kenzie, Joseph "Joe Millionaire" Foster, Kameron "Grae" Alexander, MZMC, Otha "Vakseen" Davis III | 3:29      |           |           |           |           |           |
| 4.        | Juliet              | Jam Factory                                               | Justin Reinstein, Lee Joohyoung                                                                   | 3:31      |           |           |           |           |           |
| 5.        | Cherish             | 100%Seo-jung                                              | David Anthony Eames                                                                               | 3:19      |           |           |           |           |           |
| 17:24     |                     |                                                           |                                                                                                   |           |           |           |           |           |           |

## Classements

### Classements hebdomadaires
| Classement                            | Meilleure position |
| ------------------------------------- | ------------------ |
| South Korea (Gaon)                    | 1                  |
| Japanese Albums (Oricon)              | 14                 |
| Japanese Hot Albums (Billboard Japan) | 15                 |
| US World Albums (Billboard)           | 1                  |

### Classement mensuel
| Classement         | Meilleure position |
| ------------------ | ------------------ |
| South Korea (Gaon) | 2                  |

### Classements annuels
| Classement                                 | Meilleure position |
| ------------------------------------------ | ------------------ |
| South Korea 2016 Yearly Album Chart (Gaon) | 3                  |
| Chinese Albums (YinYueTai V-Chart)         | 13                 |

## Ventes
| Pays               | Ventes  |
| ------------------ | ------- |
| South Korea (Gaon) | 296 514 |
| Japan (Oricon)     | 11 445  |

## Programme de classements musicaux
| Chanson     | Programme          | Date             |
| ----------- | ------------------ | ---------------- |
| "Hey Mama!" | The Show (SBS MTV) | 15 novembre 2016 |

## Historique de sortie
| Pays         | Date            | Format                   | Label                      |
| ------------ | --------------- | ------------------------ | -------------------------- |
| Corée du Sud | 31 octobre 2016 | CD, téléchargement légal | SM Entertainment, KT Music |
| Monde entier | 31 octobre 2016 | Téléchargement légal     | SM Entertainment           |